# Николо-Заболотье
Николо-Заболотье — деревня в Тутаевском районе Ярославской области. Входит в состав Чёбаковского сельского поселения, относится к Чебаковскому сельскому округу.

## География
Расположена на берегу реки Печегда в 13 км на север от центра поселения посёлка Никульское и в 18 км на юг от райцентра города Тутаев.

## История
В 1690 году в селе был построен каменный пятиглавый храм с колокольней во имя Спаса Нерукотворного Образа. В храме было две церкви: зимняя - тёплая, престол которой был освящен во имя Рождества Христова и летняя- с престолом, освященным во имя Спаса Нерутворного Образа. 
В конце XIX — начале XX село входило в состав Алексейцевской волости Романово-Борисоглебского уезда Ярославской губернии.
С 1929 года село входило в состав Чебаковского сельсовета Тутаевского района, с 2005 года — в составе Чёбаковского сельского поселения.

## Население
| 1859 | 1914 | 2002 | 2007 | 2010 |
| ---- | ---- | ---- | ---- | ---- |
| 21   | ↗49  | ↘5   | →5   | ↘4   |

## Достопримечательности
В деревне расположена действующая Церковь Спаса Нерукотворного Образа (1690).